# Tomasz Sikorski (kompozytor)
Tomasz Sikorski (ur. 19 maja 1939 w Warszawie, zm. 12 listopada 1988 tamże) – polski kompozytor i pianista. Syn teoretyka i kompozytora Kazimierza Sikorskiego (1895–1986).

## Życiorys
W PWSM w Warszawie studiował kompozycję oraz fortepian (1956–63), uczył się także w Paryżu u Nadii Boulanger (1965–1966). W latach 1963–1968 wykładał w PWSM w Warszawie. W 1962 roku zadebiutował jako pianista na festiwalu „Warszawska Jesień”. W latach 1966–1974 pracował w Komisji Repertuarowej festiwalu "Warszawska Jesień". Był jednym z współzałożycieli zespołu „Warsztat Muzyczny". W 1967 założył zespół „Ad novum", w którym grali również Zbigniew Rudziński (fortepian), Andrzej Wojakowski (flet) i K. Woźniak (perkusja). Równocześnie występował jako solista, grając przede wszystkim własne utwory. Po raz ostatni wystąpił publicznie podczas pierwszego polskiego wykonania Hymnos na „Warszawskiej Jesieni” w 1981 roku.
Jeszcze w czasach studiów zainteresowała go muzyka elektroniczna; powstały wtedy Echa II i Antyfony z taśmą. Podczas pobytu w USA na stypendium Senior Fulbright Program skomponował Samotność dźwięków na taśmę. Przede wszystkim jednak komponował na fortepian: solo lub w zespołach o różnym składzie.
Podobnie jak wielu polskich kompozytorów jego pokolenia, we wczesnych utworach eksperymentował z niekonwencjonalnymi sposobami gry i śpiewu, w poszukiwaniu nowych brzmień (sonoryzm). Ten nurt twórczości Sikorskiego najpełniej reprezentują utwory takie, jak Antyfony (1963 roku), Echa II  (1961–63), Prologi (1964), Concerto breve (1965) oraz Sequenza I  (1966). Na przykład w partii sopranu w utworze Antyfony zastosował glissando, skoki o duże interwały, staccato wykonywane w szybkim tempie). Wkrótce jednak w jego muzyce objawiły się również cechy znamienne dla minimalizmu: powtarzanie współbrzmień lub motywów, długo wytrzymywane dźwięki. W jednym z najpopularniejszych utworów Sikorskiego Holzwege na orkiestrę występują dwa plany. Jeden stanowią „barwne plamy” grane przez instrumenty dęte i perkusyjne, a drugi monotonne tło skrzypiec wykonujących długi dźwięk oraz powtarzany motyw (interwał trytonu).
Pochowany na cmentarzu Powązkowskim w Warszawie (kwatera 103-6-7).

## Twórczość
W minimalistycznych utworach Sikorskiego materiał motywiczny, rytmiczny i harmoniczny jest z zasady bardzo skromny. Skrajny jest pod tym względem utwór Samotność dźwięków, który tworzy jeden dźwięk. Motywy są wielokrotnie i długo powtarzane. Czasem powtarzane są w stałym tempie, kiedy indziej coraz wolniej lub coraz szybciej, albo z nieregularnymi zmianami tempa. Występuje też przesuwanie faz, wynikające z różnicy tempa w jakim wykonywana jest taka sama muzyka. Na przykład w utworze Diafonia dwaj pianiści wykonują ten sam materiał dźwiękowy nierównocześnie, a ponadto mogą wstawiać pauzy w dowolnych miejscach, niezależnie od siebie. W utworze Choroba na śmierć drugi fortepian za każdym razem wchodzi nieco później niż pierwszy. W Muzyce nasłuchiwanej oba fortepiany grają w różnych tempach.
Symbolem jego muzyki jest romboid, oddziałujący na różne elementy jego utworów. Po raz pierwszy pojawia się w utworze Prologues (1964). "Pojawianie się romboidu wynika z założonej przez Sikorskiego nierównomierności w każdym z elementów muzyki. Nierównomierność ta polega na starannym unikaniu bezpośredniej powtarzalności takich samych szczegółów, jak np. dwie identyczne wartości rytmiczne czy dwa identyczne zwroty melodyczne".
Uważany za pierwszego polskiego minimalistę, Sikorski stał się w latach dziewięćdziesiątych postacią nieomal kultową w środowiskach młodzieży zainteresowanej nowoczesną muzyką. Specyficzną aurę wokół jego muzyki stwarzał fakt, iż inspirował się Borgesem, Kierkegaardem i filozofią egzystencjalną. Przystępność jego muzyki zwiększała tonalna harmonia, ułatwiająca kontemplowanie jego utworów.

## Kompozycje
- Sonata na fortepian, 1955-1962(?) (niewydane)
- Symfonia na orkiestrę smyczkową, 1955-1962(?) (niewydane)
- Pięć preludiów na fortepian, 1955 (wydane jako Dwa preludia na fortepian, 1956)
- Dyptyk - pastorale e toccattina na fortepian, 1955 (niewydane)
- Tryptyk na fortepian, 1955 (niewydane)
- Mały tryptyk na fortepian, 1955 (niewydane)
- Pięć miniatur na fortepian, 1955 (niewydane)
- Mały koncert (Capriccio, Concertino) na fortepian i małą orkiestrę, 1956
- Piosenka (Kantata, Kantyczka) o Wicie Stwoszu na sopran, chór sopranów i orkiestrę kameralną, 1956
- Pięć pieśni do słów Konstantego Ildefonsa Gałczyńskiego na głos i fortepian, 1956 (niewydane)
- Trio stroikowe, 1958 (niewydane)
- Warianty na fortepian i 4 grupy perkusyjne, 1960 (niewydane)
- Echa I na fortepian i perkusję, 1961 (niewydane)
- Echa II dla pięciu wykonawców, 1961-1962 (niewydane)
- Echa II na 1, 2, 3 lub 4 fortepiany, dzwony, 2 gongi, 2 tam-tamy i taśmę, 1961-1963
- Szkice na kwartet smyczkowy, 1962 (niewydane)
- Stretty na chór kameralny i instrumenty, 1962 (niewydane)
- Antyfony na sopran, waltornię, fortepian, dzwony, 4 gongi i taśmę, 1963
- Prologi na chór żeński, 2 fortepiany koncertujące, 4 flety, 4 waltornie i 3 perkusje, 1964
- Concerto breve na fortepian, 24 instrumenty dęte i 4 perkusje, 1965
- Monodia e Sequenza na flet i fortepian, 1966
- Sequenza I na orkiestrę, 1966
- Sonant na fortepian, 1967 (1965-1967)
- Intersections na 4 perkusistów (na 36 instrumentów perkusyjnych), 1968 (niewydane)
- Diafonia na 2 fortepiany, 1969
- Hymn do Viracocha na recytatora, chór mieszany i orkiestrę, 1969 (niewydane)
- Homofonia na 12 instrumentów dętych blaszanych, fortepian i gong, 1968-1969/1970
- Na smyczki (For Strings) na troje skrzypiec i trzy altówki, 1970
- Collage na chór żeński, 28 instrumentów dętych, 4 perkusje, fortepian i taśmę, 1970 (niewydane)
- Musique diatonique II na 28 instrumentów dętych, 8 tam-tamów i fortepian, 1970 (niewydane)
- Vox humana (Voix humaine) na chór mieszany, 2 fortepiany, 12 instrumentów dętych blaszanych, 4 gongi i 4 tam-tamy, 1971
- Przygody Sindbada Żeglarza, opera radiowa na sopran, tenor, 6 recytatorów, chór żeński i orkiestrę, 1971-1972
- Zerstreutes Hinausschauen (Widok z okna oglądany w roztargnieniu) na fortepian, 1971/1972
- Hommage à Kandinsky na orkiestrę, 1971 (niewydane)
- Bez tytułu na fortepian i 3 dowolne instrumenty, 1972
- Etude na orkiestrę, 1972 (niewydane)
- Holzwege (Drogi donikąd) na orkiestrę, 1972
- Muzyka nasłuchiwania na 2 fortepiany, 1973
- Muzyka z oddali na chór mieszany, instrumenty dęte, fortepian i perkusję, 1974
- Inne głosy na 24 instrumenty dęte, 4 gongi i dzwony, 1975
- Samotność dźwięków (Solitude of Sounds) na taśmę, 1975
- Choroba na śmierć na głos recytujący, 2 fortepiany, 4 trąbki i 4 waltornie (tekst: Søren Kierkegaard), 1976
- Music in Twilight (Muzyka w półcieniu) na fortepian i orkiestrę, 1977-1978
- Hymnos na fortepian, 1979
- Struny w ziemi na orkiestrę smyczkową, 1979/1980
- Monofonia (Monophony) na orkiestrę symfoniczną, 1979-1980 (niewydane)
- Lontano na trzy fortepiany i orkiestrę, 1979-1980 (niewydane)
- Ostinato na orkiestrę, 1979-1980 (niewydane)
- Autograf na fortepian, 1980
- Modus na puzon solo, 1980 (niewydane)
- W dali ptak na klawikord lub fortepian, nagrany klawikord lub fortepian i głos mówiący szeptem (tekst: Samuel Beckett), 1981 (niewydane)
- Dwa portrety na orkiestrę, 1981-1982 (niewydane)
- Paesaggio d'inverno (Pejzaż zimowy) na smyczki, 1981-1982
- Modus - wersja na wiolonczelę solo, 1982
- Eufonia na fortepian, 1982
- Recitativo e aria na smyczki, 1983
- Autoritratto per due pianoforti concertanti e orchestra na 2 koncertujące fortepiany i orkiestrę, 1983 (niewydane)
- Rondo na fortepian (lub dowolny instrument klawiszowy), 1984
- Inwokacja na organy, 1984 (niewydane)
- La notte per archi ("Omaggio a Friedrich Nietzsche") na smyczki, 1984
- Muzyka poranna na flet, obój i klarnet, 1985 (niewydane)
- Moderato Cantabile na wiolonczelę solo, 1986 (niewydane)
- Das Schweigen der Sirenen (Milczenie syren, według Franza Kafki) na wiolonczelę solo, 1986/1987
- Omaggio per quattro pianoforti ed orchestra in memoriam Jorge Luis Borges na 4 fortepiany i orkiestrę, 1987
- Kwintet na instrumenty smyczkowe i fortepian, 1987 (niewydane)
- Diario 87 na taśmę i recytatora (tekst: Jorge Luis Borges), 1987

Utwory o nieznanym bądź niepewnym datowaniu (niewydane):
- Sonatina na fortepian
- Dwa kanony dwugłosowe na flet, obój, klarnet i fagot
- Dwie etiudy na orkiestrę
- Cztery utwory na orkiestrę
- Inwokacja na 28 instrumentów dętych, chór, fortepian i dzwony
- Musica concertante na fortepian i orkiestrę
- Muzyka na instrumenty dęte blaszane, tam-tamy i dzwony, 1969(?)
- Tabula rasa na głos recytujący, chór, 2 fortepiany i taśmę
- Trzeci utwór orkiestrowy na orkiestrę
- Trzy szkice na orkiestrę symfoniczną
- Azar y Nada na 2 fortepiany
- Bagatelle na fortepian, 1975(?)

Utwory sceniczne:
- Muzyka do baletu La escala de Jacob (Drabina Jakubowa), 1970
- Przygody Sindbada Żeglarza na sopran, tenor, 3 recytatorów, chór mieszany, orkiestrę i taśmę, 1971
- Muzyka do baletu Podróżnik w brzuchu gwiazd, 1976

Muzyka filmowa:
- Muzyka do filmu dokumentalnego Strach ma wielkie oczy, 1965
- Muzyka do filmu fabularnego Znaki zodiaku, 1978